# Kantorita
La kantorita és un mineral de la classe dels sulfats.

## Característiques
La kantorita és un sulfat de fórmula química K₂NaMg(SO₄)₂F. Va ser aprovada com a espècie vàlida per l'Associació Mineralògica Internacional en el mes de setembre de l'any 2024. Encara resta pendent de publicació. Cristal·litza en el sistema ortoròmbic.
Segons la classificació de Nickel-Strunz pertany a «07.DA: Sulfats (selenats, etc.) amb anions addicionals, amb H₂O, amb cations petits», i fins a la data de l'aprovació d'aquesta espècie tan sols hi trobàvem la batoniïta. L'exemplar que va servir per a determinar l'espècie, el que es coneix com a material tipus, es troba conservat a les col·leccions del Museu Mineralògic Fersmann, de l'Acadèmia de Ciències de Rússia, a Moscou (Rússia), amb el número de registre: 6141/1.

## Formació i jaciments
Va ser descoberta a la fumarola Arsenàtnaia, que es troba al volcà Tolbàtxik, dins el districte de Milkovsky (Territori de Kamtxatka, Rússia). Aquest indret és l'únic de tot el planeta on ha estat descrita aquesta espècie mineral.